# 清水喜重

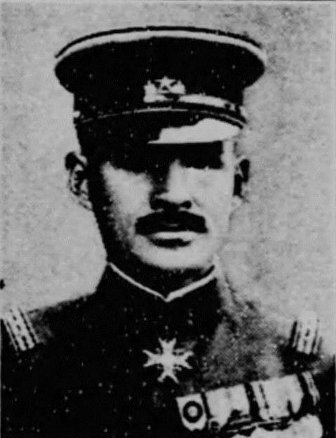
清水喜重

清水 喜重（しみず よししげ、1880年12月20日 - 1953年8月15日）は、日本の陸軍軍人。最終階級は陸軍中将。

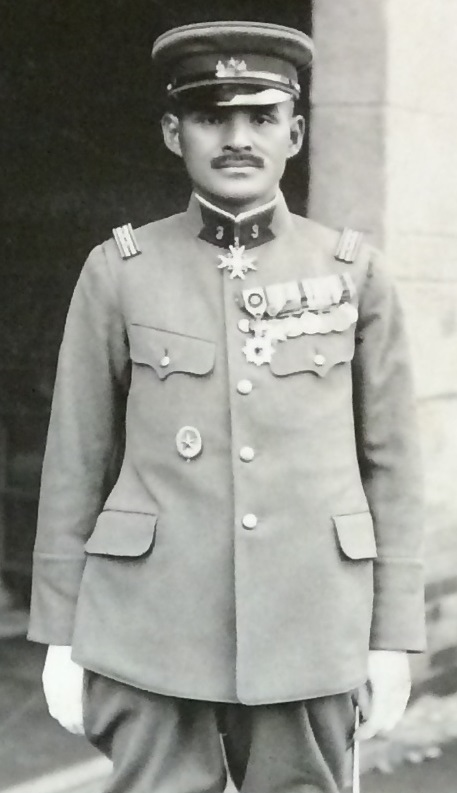
近衛歩兵第3連隊長時代

## 経歴
愛媛県出身。士族・清水喜行の二男。陸軍幼年学校を経て、1902年（明治35年）11月、陸軍士官学校（14期）を卒業。1903年（明治36年）6月、歩兵少尉に任官し歩兵第3連隊付となる。1904年（明治37年）3月、日露戦争に出征し戦傷を受けた。同年8月、陸軍中央幼年学校生徒監となり、陸士生徒隊付などを経て、1910年（明治43年）11月、陸軍大学校（22期）を卒業。
1910年12月、参謀本部付勤務となり、参謀本部員を経て、1916年（大正5年）1月、東宮武官に就任し、同年5月、歩兵少佐に昇進。1919年（大正8年）5月、歩兵第3連隊大隊長に転じ、青島守備軍参謀に異動。1920年（大正9年）8月、歩兵中佐に進級。1921年（大正10年）7月、参謀本部員に就任し、1923年（大正12年）8月、歩兵大佐に昇進し参謀本部付となる。
1924年（大正13年）2月、陸軍歩兵学校教官に移り、近衛歩兵第3連隊長、参謀本部課長を歴任。1928年（昭和3年）8月、陸軍少将に進級し歩兵第33旅団長に就任。1929年（昭和4年）8月、陸士幹事となり、台湾軍参謀長を経て、1933年（昭和8年）3月、陸軍中将に進み由良要塞司令官に就任。
1934年（昭和9年）12月、第4独立守備隊司令官に転じ、1936年（昭和11年）3月、第12師団長に親補された。1937年（昭和12年）3月、参謀本部付となり、翌月、予備役編入。1938年（昭和13年）5月に召集を受け、第116師団長に就任し日中戦争に出征。兵站基地警備、漢口攻略戦などに参加。1939年（昭和14年）5月、召集解除。1941年（昭和16年）3月から1945年（昭和20年）まで山水中学校長を務めた。
1947年（昭和22年）11月28日、公職追放仮指定を受けた。

## 人物
趣味は読書。宗教は真言宗。住所は東京市渋谷区代々木西原。

## 栄典
- 1936年（昭和11年）4月15日 - 正四位[3]

## 家族・親族
清水家
- 妻・はな[4]（1888年 - ?、東京、安立綱之の長女）[4]
- 長男・一承[1]（1911年 - ?） - 陸軍士官学校出身[1]。
- 長男・重之[1]（1914年 - ?） - 陸軍士官学校出身[1]。
- 長女・まさ子（1908年 - ?、鳥取、八原博通の妻）[1]

親戚
- 妻の父・安立綱之[4]（警視総監、貴族院議員）
- 娘婿・八原博通（陸軍大佐）